# Sesostrisanch (Wesir)

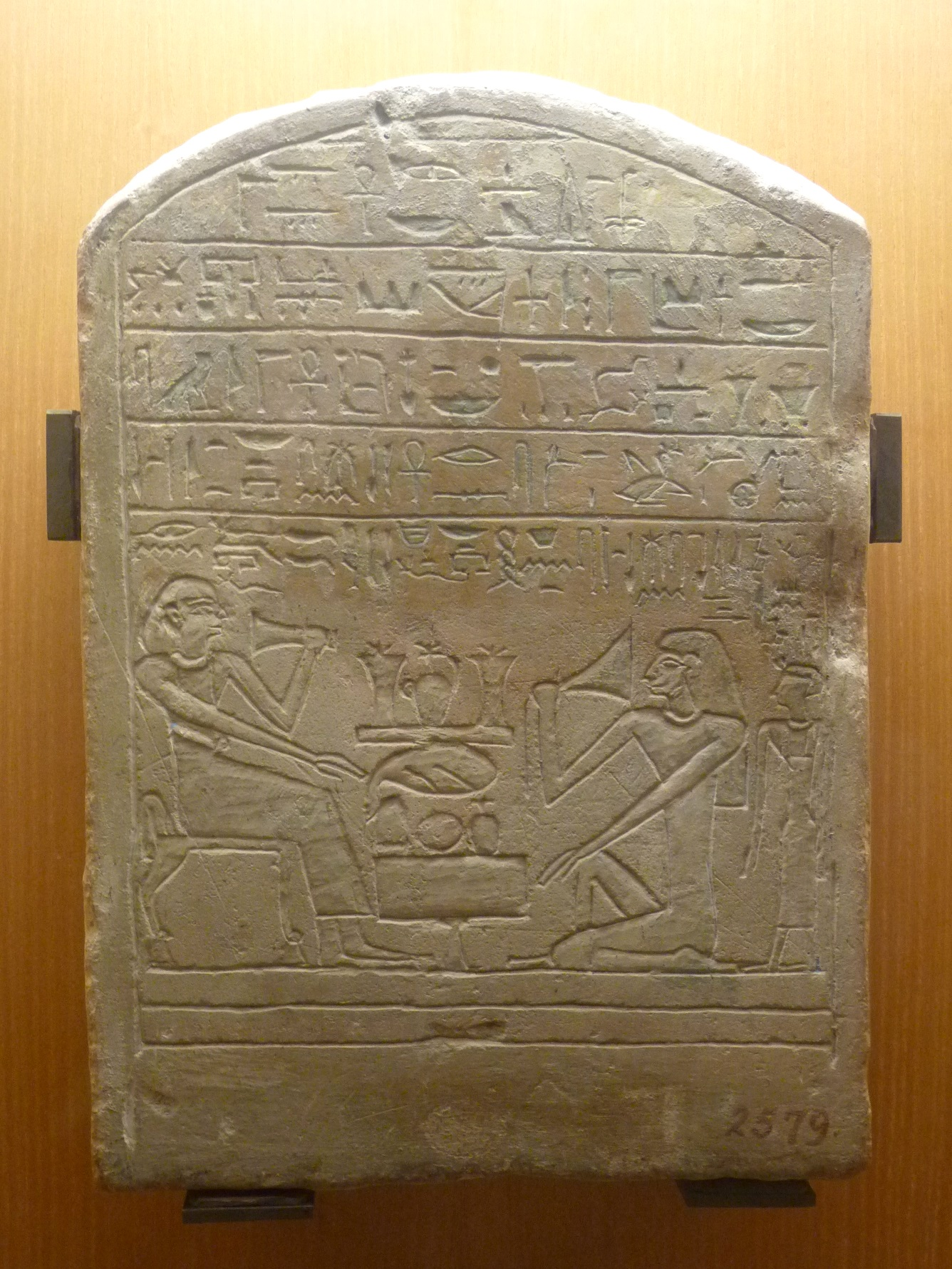
Stela of Sesostrisanch

Sesostrisanch war ein altägyptischer Wesir am Ende der 12. oder am Beginn der 13. Dynastie (um 1800 v. Chr.).
Sesostrisanch ist als Wesir bekannt von einer Gruppenstatue, die ihn, seine Gemahlin Henutsen und seine Tochter Satamun zeigt. Daneben gibt es noch eine Stele, die zu Ehren von Sesostrisanch von seinem Hausverwalter  errichtet wurde und sich heute in Florenz befindet. Die Statue fand sich in Ugarit (im heutigen Syrien) und gab in der älteren Forschung Anlass zu Spekulationen, dass sich der Wesir wegen einer diplomatischen Mission in dieser Stadt aufhielt. Die neuere Forschung vermutet dagegen, dass die Statue zu einem unbestimmten Zeitpunkt aus Ägypten nach Ugarit gebracht wurde, entweder als Handels- oder als Beutegut in einem Krieg.
Sesostrisanch ist auch von einer Reihe von Felsinschriften in der Region von Assuan bekannt, wo er die Titel „Feldervorsteher“ und „Schreiber der Urkunde des Königs in dessen Gegenwart“ trägt. Diese Posten hatte er also vor der Beförderung zum Wesir inne. Da in diesen Inschriften dieselben Personen, wie auf der Stele und Statue erscheinen, scheint die Identifizierung gesichert.
Da auf keinem Monument von Sesostrisanch ein Königsname erscheint, ist seine genaue Datierung unsicher.